# Lukáš Zich
Lukáš Zich (Praga, 10 gennaio 1985) è un calciatore ceco, portiere del Ružomberok.